# یادآباد سفلی
یادآباد سفلی، روستایی از توابع بخش مرکزی شهرستان مهاباد در استان آذربایجان غربی ایران است.
|یادآوری از روستای یادآباد سفلی

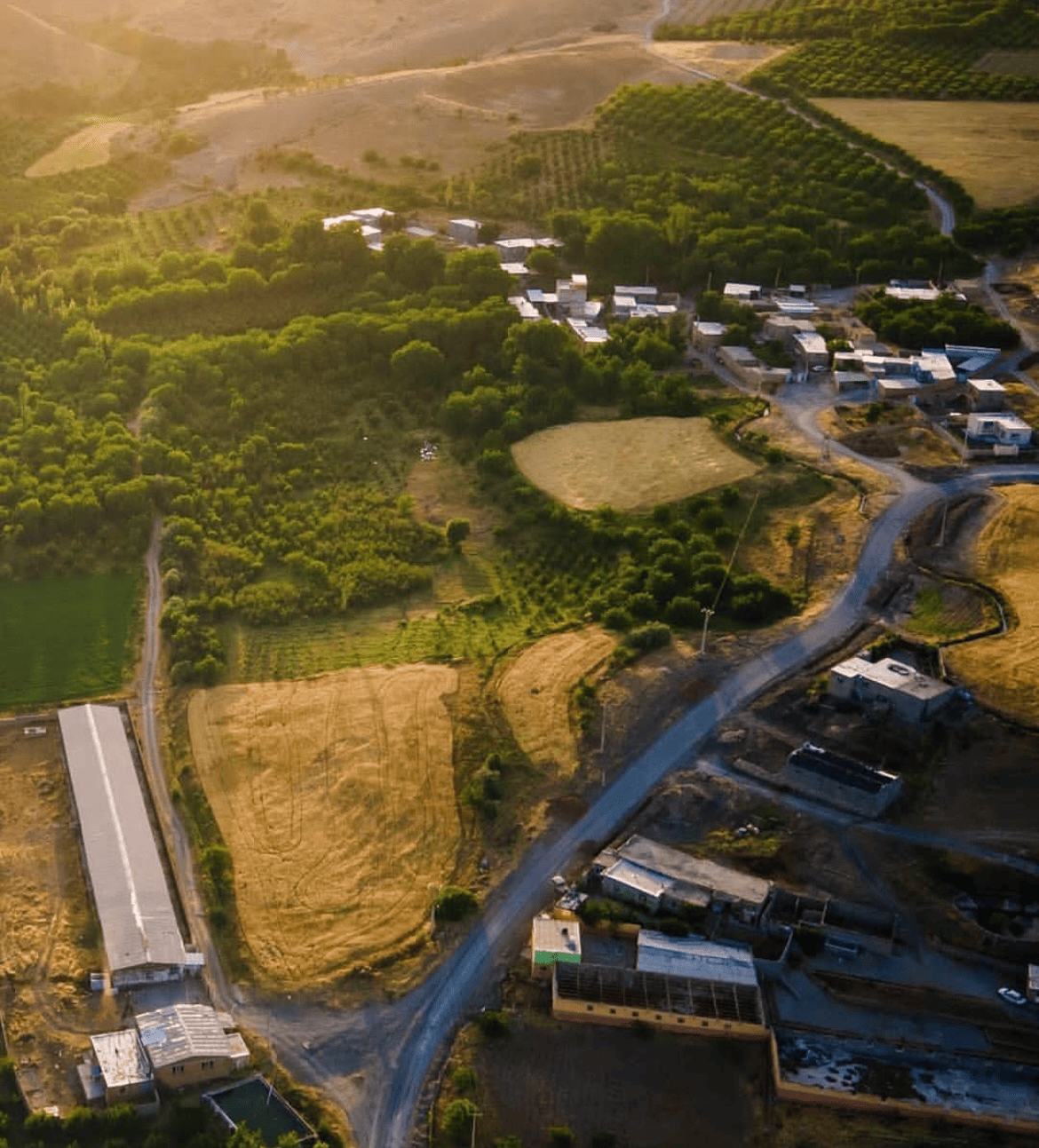

روستای یادآباد سفلی یکی از مناطق زیبا و تاریخی شهرستان مهاباد در استان آذربایجان غربی ایران است. این روستا با طبیعتی سرسبز و مناظری دل‌انگیز، به عنوان یکی از مقاصد گردشگری محلی و یکی ار مقصد های مهم کشاورزی و باغ داری شناخته می‌شود. 
▎موقعیت جغرافیایی
یادآباد سفلی در دامنه‌های کوه‌های زاگرس قرار دارد و به دلیل موقعیت جغرافیایی خاص خود، از آب و هوای معتدل و خنک برخوردار است. این روستا به فاصله‌ی چند کیلومتری از مرکز شهرستان مهاباد واقع شده و دسترسی آسانی به آن وجود دارد.

▎تاریخچه و فرهنگ

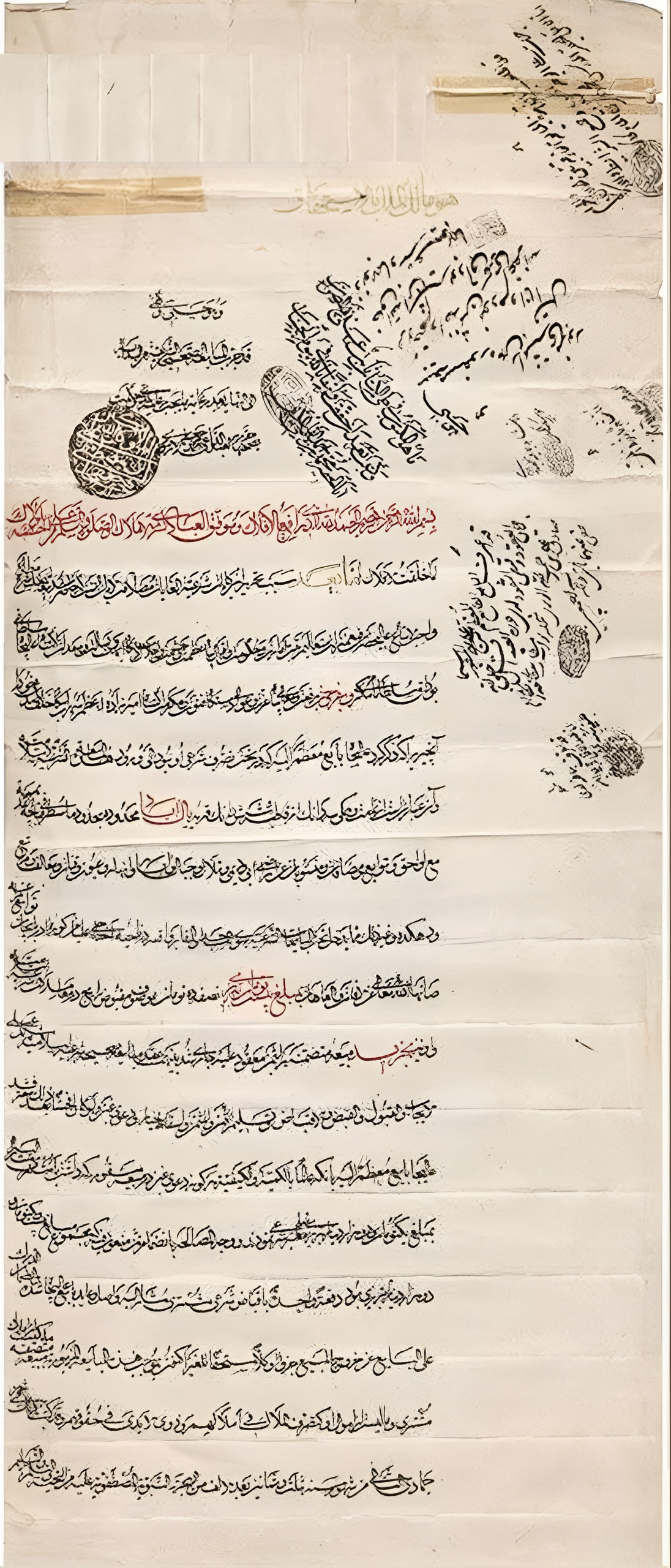
سند یادآباد سفلی

تاریخچه این روستا به دوران‌های گذشته برمی‌گردد. ساکنان این منطقه عمدتاً از قوم کرد هستند و فرهنگ غنی و سنت‌های خاص خود را حفظ کرده‌اند. مردم یادآباد سفلی به زبان کردی صحبت می‌کنند و آداب و رسوم ویژه‌ای دارند که در مراسم‌های مختلف، مانند عید نوروز و مراسم عروسی، به نمایش گذاشته می‌شود. این روستا دارای شجره نامه و همه کسانی که اهل یادآباد سفلی هستند همه با اصالت و از تباری اغاوت یا بیگ زاده  هستند. میتوان در اکثر شجره نامه ها اسم بداق سلطان را مشاهده کرد.
▎اقتصاد
اقتصاد روستای یادآباد سفلی عمدتاً بر پایه کشاورزی و دامداری و پرورش بوقلمون استوار است. زمین‌های حاصلخیز این منطقه امکان برداشت محصولات متنوعی مانند گندم، جو، چغندر سیب‌ و میوه های بهاری و تابستانی و پاییزی را فراهم کرده است. همچنین، دامداری و پرورش نیز به عنوان یکی از منابع درآمد ساکنان روستا اهمیت زیادی دارد.
▎جاذبه‌های گردشگری
روستای یادآباد سفلی با طبیعت بکر و مناظر طبیعی زیبا، مکان مناسبی برای گردشگران و طبیعت‌گردان است. کوه‌ها، چشمه‌ها و باغات سرسبز این منطقه، فرصت‌های خوبی برای پیاده‌روی و کوهنوردی فراهم می‌آورد. علاوه بر این، آثار تاریخی و فرهنگی این روستا نیز می‌تواند توجه بازدیدکنندگان را جلب کند.
▎نتیجه‌گیری
روستای یادآباد سفلی به عنوان یک منطقه‌ی فرهنگی و طبیعی در مهاباد، نه تنها به تاریخ و فرهنگ غنی خود افتخار می‌کند بلکه با زیبایی‌های طبیعی‌اش، می‌تواند مقصدی جذاب برای گردشگران باشد. حفظ این میراث فرهنگی و طبیعی می‌تواند به توسعه پایدار این منطقه کمک کند و نسل‌های آینده را با فرهنگ و تاریخ خود آشنا سازد.

## جمعیت
این روستا در دهستان آختاچی غربی قرار دارد و براساس سرشماری مرکز آمار ایران در سال ۱۳۸۵، جمعیت آن ۸۶ نفر (۲۰ خانوار) بوده‌است.